# Dakota Staton
Dakota Staton (Pittsburgh, 3 giugno 1930 – New York, 10 aprile 2007) è stata una cantante statunitense.
Per un periodo fu conosciuta anche con il nome musulmano Aliyah Rabia a causa della sua conversione all'Islam.

## Discografia
- The Late, Late Show (Capitol, 1957)
- Dynamic! (Capitol, 1958)
- In the Night with George Shearing (Capitol, 1958)
- Time to Swing (Capitol, 1959)
- More Than the Most (Capitol, 1959)
- Crazy He Calls Me (Capitol, 1959)
- Sings Ballads and the Blues (Capitol, 1960)
- Softly (Capitol, 1960)
- Dakota (Capitol, 1960)
- 'Round Midnight (Capitol, 1961)
- Dakota at Storyville (Capitol, 1962)
- From Dakota with Love (United Artists, 1962)
- Live and Swinging (United Artists, 1964)
- Dakota Staton with Strings (United Artists, 1964)
- Dakota '67 (London, 1966)
- I've Been There (Verve, 1970)
- Madame Foo-Foo (Groove Merchant, 1972)
- I Want a Country Man (Groove Merchant, 1973)
- Ms. Soul (Groove Merchant, 1974)
- Uniquely Dakota (Half Moon, 1983)
- No Man Is Going to Change Me (GP, 1985)
- Dakota Staton with Manny Albam (LRC, 1990)
- Dakota Staton (Muse, 1991)
- Moonglow (LRC, 1991)
- Darling Please Save Your Love for Me (Muse, 1992)
- Isn't This a Lovely Day (Muse, 1995)
- Congratulations (Giants of Jazz, 1999)
- A Packet of Love Letters (HighNote, 1999)
- Congratulations to Someone (LRC, 2002)
- Live at Milestones (Caffe Jazz, 2007)